# 小泉清一
小泉 清一（こいずみ せいいち、1962年5月22日 - ）は栃木県出身のプロゴルファー。

## 来歴
沼澤聖一に師事し、1986年にプロ入りすると、1987年には地元の栃木オープンで植田浩史・水巻善典を抑えると同時に田中泰二郎・白山英明をプレーオフで下して優勝。
1988年にはハワイパールオープンで田中文雄と並んでの5位タイ、栃木オープンでは加藤仁・佐々木久行と並んでの5位タイに入った。
1992年の茨城オープンでは加藤・岩下吉久・大井手哲・芹澤大介・森茂則に次ぐと同時に江本光・町野治・小溝高夫・渡辺由己と並んでの6位タイ、1995年にはNST新潟オープンでは江本・河村雅之・桑原克典・佐々木久行と並んでの9位タイに入り、東海クラシックでは初日の16番でホールインワンを達成。
1999年にはNGAオープンで2位に入り、関東オープンのマンデートーナメント・プロの部では8バーディー、ノーボギーの64という完璧な内容で首位通過。
2001年のJCBクラシック仙台を最後にレギュラーツアーから引退し、現在は「IGLスタジオ・渋谷」コーチ 。

## 主な優勝
- 1987年 - 栃木オープン

## 著書
- 『生まれ変わるティショット―飛んで曲がらない!』新星出版社、2001年10月1日、ISBN 440508159X